# 이나마쓰시마역
이나마쓰시마역(일본어: 伊那松島駅)은 일본 나가노현 가미이나군 미노와정에 위치한 도카이 여객철도 이다선의 철도역이다. 상대식 승강장 2면 2선의 구조를 갖춘 지상역이다.

## 타는 곳
| 승강장 | 노선     | 방향 | 행선지             | 비고                  |
| ------ | -------- | ---- | ------------------ | --------------------- |
| 1      | ■ 이다선 | 하행 | 다쓰노 방면        | 일부는 2번선부터 발차 |
| 2      | ■ 이다선 | 상행 | 이다 · 덴류쿄 방면 | 일부는 1번선부터 발차 |

## 역 주변
- 덴류강

## 역사
- 1909년 12월 28일 : 이나 전차 궤도가 마쓰시마 - 다쓰노 간에 개업했던 때에, 그 종착역인 마쓰시마역으로서 개업. 여객역. 동시에 마쓰시마 공장 개소.
- 1911년 2월 22일 : 이나 전차 궤도가 기노시타 역까지 연신해, 도중역으로 한다.
- 1923년 3월 16일 : 이나마쓰시마역으로 개칭. 화물의 취급을 개시. 동시에 이나마쓰시마 - 다쓰노 간을 새 선로로 증축.
- 1943년 8월 1일 : 이나 전기 철도선이 이다선의 일부로서 국유화되어, 일본국유철도가 승계.
- 1982년 11월 1일 : 차급 화물의 취급을 폐지.
- 1985년 3월 14일 : 하물의 취급을 폐지.
- 1987년 4월 1일 : 일본국유철도 분할 민영화에 의해, 도카이 여객철도가 승계.
- 2000년경 여름 : 3번 선 승강장 철거.
- 2013년 4월 1일 : 지자체에 의해, 간이위탁역으로 되다.

## 인접 역
| 도카이 여객철도 이다선 | 도카이 여객철도 이다선 | 도카이 여객철도 이다선 |
| ---------------------- | ---------------------- | ---------------------- |
| 기타토노 이다 방면     | ■ 쾌속 '미스즈'        | 사와 마쓰모토 방면     |
| 기노시타 도요하시 방면 | ■ 보통                 | 사와 다쓰노 방면       |